# Glenn Cadrez
Glenn E. Cadrez (El Centro, 2 de enero de 1970) es un exjugador estadounidense de fútbol americano que ocupaba la posición de linebacker en la Liga Nacional de Fútbol (del inglés: National Football League). Además, jugó al fútbol americano universitario en la Universidad de Houston, siendo reclutado por los New York Jets en el Draft de la NFL de 1992; jugó también para los Denver Broncos (1995-2000) y Kansas City Chiefs (2001-2002).

## Estadísticas en temporada regular
|              |      |    |            |        |        |   |     |           | Devoluciones | Devoluciones | Devoluciones | Devoluciones | Sacks y Tackles | Sacks y Tackles | Sacks y Tackles | Intercepciones | Intercepciones | Intercepciones |
| Rk           | Año  | #  | Fecha      | Edad   | Equipo |   | Op  | Resultado | Rt           | Yds          | Y/Rt         | TD           | Sk              | Tkl             | Ast             | Int            | Yds            | TD             |
| ------------ | ---- | -- | ---------- | ------ | ------ | - | --- | --------- | ------------ | ------------ | ------------ | ------------ | --------------- | --------------- | --------------- | -------------- | -------------- | -------------- |
| 1            | 1994 | 9  | 06-11-1994 | 24-308 | NYJ    |   | BUF | G 22-17   | 1            | 10           | 10.00        | 0            | 0.0             | 0               | 0               | 0              | 0              | 0              |
|              |      |    |            |        |        |   |     |           | Devoluciones | Devoluciones | Devoluciones | Devoluciones | Sacks y Tackles | Sacks y Tackles | Sacks y Tackles | Intercepciones | Intercepciones | Intercepciones |
| Rk           | Año  | #  | Fecha      | Edad   | Equipo |   | Op  | Resultado | Rt           | Yds          | Y/Rt         | TD           | Sk              | Tkl             | Ast             | Int            | Yds            | TD             |
| 2            | 1995 | 13 | 03-12-1995 | 25-335 | DEN    |   | JAX | G 31-23   | 0            | 0            |              | 0            | 2.0             | 0               | 0               | 0              | 0              | 0              |
|              |      |    |            |        |        |   |     |           | Devoluciones | Devoluciones | Devoluciones | Devoluciones | Sacks y Tackles | Sacks y Tackles | Sacks y Tackles | Intercepciones | Intercepciones | Intercepciones |
| Rk           | Año  | #  | Fecha      | Edad   | Equipo |   | Op  | Resultado | Rt           | Yds          | Y/Rt         | TD           | Sk              | Tkl             | Ast             | Int            | Yds            | TD             |
| 3            | 1998 | 4  | 27-09-1998 | 28-268 | DEN    | @ | WAS | G 38-16   | 0            | 0            |              | 0            | 1.0             | 0               | 0               | 0              | 0              | 0              |
| 4            | 1998 | 5  | 04-10-1998 | 28-275 | DEN    |   | PHI | G 41-16   | 0            | 0            |              | 0            | 1.0             | 0               | 0               | 0              | 0              | 0              |
| 5            | 1998 | 6  | 11-10-1998 | 28-282 | DEN    | @ | SEA | G 21-16   | 0            | 0            |              | 0            | 0.0             | 0               | 0               | 1              | 6              | 0              |
| 6            | 1998 | 7  | 25-10-1998 | 28-296 | DEN    |   | JAX | G 37-24   | 0            | 0            |              | 0            | 1.0             | 0               | 0               | 0              | 0              | 0              |
| 7            | 1998 | 12 | 29-11-1998 | 28-331 | DEN    | @ | SDG | G 31-16   | 0            | 0            |              | 0            | 1.0             | 0               | 0               | 0              | 0              | 0              |
| 8            | 1998 | 16 | 27-12-1998 | 28-359 | DEN    |   | SEA | G 28-21   | 0            | 0            |              | 0            | 0.0             | 0               | 0               | 1              | 5              | 0              |
| 9            | 1998 | 17 | 09-01-1999 | 29-007 | DEN    |   | MIA | G 38-3    | 0            | 0            |              | 0            | 0.0             | 0               | 0               | 0              | 0              | 0              |
| 10           | 1998 | 18 | 17-01-1999 | 29-015 | DEN    |   | NYJ | G 23-10   | 0            | 0            |              | 0            | 0.0             | 0               | 0               | 0              | 0              | 0              |
| 11           | 1998 | 19 | 31-01-1999 | 29-029 | DEN    | N | ATL | G 34-19   | 0            | 0            |              | 0            | 0.0             | 0               | 0               | 0              | 0              | 0              |
|              |      |    |            |        |        |   |     |           | Devoluciones | Devoluciones | Devoluciones | Devoluciones | Sacks y Tackles | Sacks y Tackles | Sacks y Tackles | Intercepciones | Intercepciones | Intercepciones |
| Rk           | Año  | #  | Fecha      | Edad   | Equipo |   | Op  | Resultado | Rt           | Yds          | Y/Rt         | TD           | Sk              | Tkl             | Ast             | Int            | Yds            | TD             |
| 12           | 1999 | 3  | 26-09-1999 | 29-267 | DEN    | @ | TAM | P 10-13   | 0            | 0            |              | 0            | 1.0             | 0               | 0               | 0              | 0              | 0              |
| 13           | 1999 | 4  | 03-10-1999 | 29-274 | DEN    |   | NYJ | P 13-21   | 0            | 0            |              | 0            | 1.0             | 0               | 0               | 0              | 0              | 0              |
| 14           | 1999 | 5  | 10-10-1999 | 29-281 | DEN    | @ | OAK | G 16-13   | 0            | 0            |              | 0            | 1.0             | 0               | 0               | 0              | 0              | 0              |
| 15           | 1999 | 11 | 22-11-1999 | 29-324 | DEN    |   | OAK | G 27-21   | 0            | 0            |              | 0            | 3.0             | 0               | 0               | 0              | 0              | 0              |
| 16           | 1999 | 15 | 25-12-1999 | 29-357 | DEN    | @ | DET | G 17-7    | 0            | 0            |              | 0            | 1.0             | 0               | 0               | 0              | 0              | 0              |
|              |      |    |            |        |        |   |     |           | Devoluciones | Devoluciones | Devoluciones | Devoluciones | Sacks y Tackles | Sacks y Tackles | Sacks y Tackles | Intercepciones | Intercepciones | Intercepciones |
| Rk           | Año  | #  | Fecha      | Edad   | Equipo |   | Op  | Resultado | Rt           | Yds          | Y/Rt         | TD           | Sk              | Tkl             | Ast             | Int            | Yds            | TD             |
| 17           | 2001 | 2  | 23-09-2001 | 31-264 | KAN    |   | NYG | P 3-13    | 0            | 0            |              | 0            | 0.0             | 0               | 0               | 1              | 0              | 0              |
| 18           | 2001 | 12 | 09-12-2001 | 31-341 | KAN    | @ | OAK | P 26-28   | 0            | 0            |              | 0            | 0.5             | 0               | 0               | 0              | 0              | 0              |
| 19           | 2001 | 15 | 30-12-2001 | 31-362 | KAN    | @ | JAX | G 30-26   | 0            | 0            |              | 0            | 1.0             | 0               | 0               | 0              | 0              | 0              |
|              |      |    | 19 juegos  |        |        |   |     |           | 1            | 10           | 10.00        | 0            | 14.5            | 0               | 0               | 3              | 11             | 0              |
| Notas: 1. 2. |      |    |            |        |        |   |     |           |              |              |              |              |                 |                 |                 |                |                |                |